# Elk Ridge (Utah)
Elk Ridge es una localidad en el condado de Utah, estado de Utah, Estados Unidos. Según el censo de 2000 la población era de 1.838 habitantes.

## Geografía
Elk Ridge se encuentra en las coordenadas 40°0′56″N 111°40′55″O / 40.01556, -111.68194.
Según la oficina del censo de Estados Unidos, la localidad tiene un área total de 7,2 km².No tiene superficie cubierta de agua.

## Demografía
Según el censo de 2000, había 1.838 habitantes, 413 casas y 401 familias residían en la ciudad. La densidad de población era 255,3 habitantes/km². Había 441 unidades de alojamiento con una densidad media de 61,2 unidades/km².
La máscara racial de la ciudad era 94,99% blanco, 0,27% indio americano, 0,22% asiático, 0,76% de las islas del Pacífico, 2,29% de otras razas y 1,47% de dos o más razas. Los hispanos o latinos de cualquier raza eran el 3,26% de la población.
Había 413 casas, de las cuales el 66,8% tenía niños menores de 18 años, el 92,7% eran matrimonios, el 2,4% tenía un cabeza de familia femenino sin marido, y el 2,9% no eran familia. El 2,7% de todas las casas tenían un único residente y el 0,5% tenía solo residentes mayores de 65 años. El promedio de habitantes por hogar era de 4,45 y el tamaño medio de familia era de 4,52.
El 46,1% de los residentes era menor de 18 años, el 8,2% tenía edades entre los 18 y 24 años, el 25,8% entre los 25 y 44, el 15,3% entre los 45 y 64, y el 4,7% tenía 65 años o más. La media de edad era 21 años. Por cada 100 mujeres había 107,9 hombres. Por cada 100 mujeres de 18 años o más, había 103,9 hombres.
El ingreso medio por casa en la ciudad era de 65.511$, y el ingreso medio para una familia era de 65.813$. Los hombres tenían un ingreso medio de 50.489$ contra 31.667$ de las mujeres. Los ingresos per cápita para la ciudad eran de 18.513$. Aproximadamente el 2,5% de las familias y el 4,0% de la población estaban por debajo del nivel de pobreza, incluyendo el 5,3% de menores de 18 años y el 2,2% de mayores de 65.
- Datos: Q483282
- Multimedia: Elk Ridge, Utah / Q483282

1. ↑  Zip Data Maps, código ZIP n.º 84651.